# Иджебу-Оде
Идже́бу-О́де (англ. Ijebu Ode) — город и район местного управления на юго-западе Нигерии, на территории штата Огун.

## История
В период с XV по конец XIX века город являлся столицей доколониального нигерийского государства Иджебу.

## Географическое положение
Город находится в восточной части штата, к востоку от реки Она, вблизи автотрассы A121. Абсолютная высота — 66 метров над уровнем моря.
Иджебу-Оде расположен на расстоянии приблизительно 65 километров к юго-востоку от Абеокуты, административного центра штата и на расстоянии 453 километров к юго-западу от Абуджи, столицы страны.

## Население
По данным переписи 1991 года численность населения Иджебу-Оде составляла 124 313 человек.
Динамика численности населения города по годам:
| 1991    | 2012    |
| ------- | ------- |
| 124 313 | 449 530 |

## Религия
Город является центром католической епархии Иджебу-Оде.

## Транспорт
Ближайший аэропорт расположен в городе Ибадан.